# Greatest Hits – Live
Greatest Hits – Live – album zespołu 2 plus 1 wydany w 1986 roku przez wydawnictwo PolJazz.

## Ogólne informacje
Jest to pierwszy album składankowy zespołu. Tworzą go dwie części: fragment koncertu z Sali Kongresowej, który odbył się w lutym 1984 (na stronie B) oraz nagrań studyjnych (na stronie A). Do wszystkich nagrań studyjnych ze strony A dodano oklaski publiczności. Pomysł wydania tego typu kompilacji Janusz Kruk zdradził tuż po premierze poprzedniego albumu Video w 1985 roku, w związku ze zbliżającym się jubileuszem istnienia 2 plus 1: Chcemy zrealizować „okolicznościową” płytę. Nad jej ostateczną wersją właśnie się zastanawiamy. Chodzi nam po głowie pomysł, by na jej stronie pierwszej przypomnieć nasze największe przeboje, rzecz jasna, w nowych opracowaniach, może raczej ich fragmenty zgrabnie i dowcipnie połączone w jedną całość, na drugiej natomiast przedstawić to, czym będziemy się starali zainteresować naszych słuchaczy u progu lat dziewięćdziesiątych.
Płyta nie ukazała się jeszcze oficjalnie na krążku CD, ale fragment zapisu koncertu ze strony B znalazł się na płycie Złota kolekcja z 2006 roku.

## Lista utworów
Strona A
| 1. | „Chodź, pomaluj mój świat” | 3:07  |
|    |                            |       |
| 2. | „Wyspa dzieci”             | 4:13  |
|    |                            |       |
| 3. | „Odpłyniesz wielkim autem” | 3:20  |
|    |                            |       |
| 4. | „Windą do nieba”           | 4:31  |
|    |                            |       |
| 5. | „California mon amour”     | 2:45  |
|    |                            |       |
| 6. | „Taksówka nr 5”            | 4:03  |
|    |                            |       |
|    |                            | 21:59 |
|    |                            |       |
Strona B
| 1. | „Iść w stronę słońca”              | 4:29  |
|    |                                    |       |
| 2. | „Kalkuta nocą”                     | 4:12  |
|    |                                    |       |
| 3. | „Gdy grali dla nas Rolling Stones” | 4:28  |
|    |                                    |       |
| 4. | „XXI wiek (dla wszystkich nas)”    | 3:53  |
|    |                                    |       |
| 5. | „Superszczur”                      | 4:10  |
|    |                                    |       |
|    |                                    | 21:12 |
|    |                                    |       |

## Twórcy
2 plus 1
- Elżbieta Dmoch – śpiew
- Janusz Kruk – śpiew, gitara, instrumenty klawiszowe
- Cezary Szlązak – śpiew, saksofon, klarnet, instrumenty klawiszowe

Personel
- Marek Czudowski – foto
- Harry Weinberg – foto
- Maria Ihnatowicz – projekt graficzny